# Llista d'ocells d'Arizona

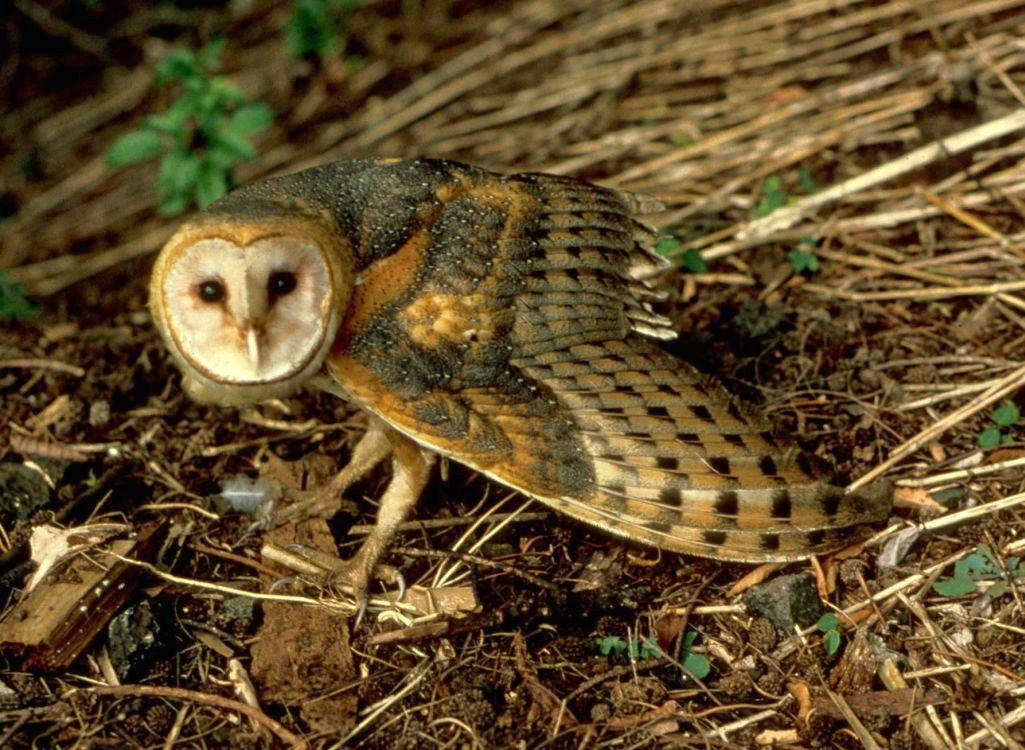
Òliba (Tyto alba)

Aquesta llista d'ocells d'Arizona inclou totes les espècies d'ocells trobats a Arizona: 543, de les quals 6 es troben globalment amenaçades d'extinció i 9 hi foren introduïdes. Els ocells s'ordenen per famílies i espècies.

## Anatidae
- Dendrocygna autumnalis
- Dendrocygna bicolor
- Anser albifrons
- Chen caerulescens
- Chen rossii
- Branta bernicla
- Branta hutchinsii
- Branta canadensis
- Cygnus buccinator
- Cygnus columbianus
- Aix sponsa
- Anas strepera
- Anas penelope
- Anas americana
- Anas platyrhynchos
- Anas platyrhynchos diazi
- Anas discors
- Anas cyanoptera
- Anas clypeata
- Anas acuta
- Anas querquedula
- Anas carolinensis
- Anas crecca
- Aythya valisineria
- Aythya americana
- Aythya collaris
- Aythya fuligula
- Aythya marila
- Aythya affinis
- Histrionicus histrionicus
- Melanitta perspicillata
- Melanitta fusca
- Melanitta nigra
- Clangula hyemalis
- Bucephala albeola
- Bucephala clangula
- Bucephala islandica
- Lophodytes cucullatus
- Mergus merganser
- Mergus serrator
- Oxyura jamaicensis

## Phasianidae
- Alectoris chukar
- Phasianus colchicus

## Tetraonidae
- Dendragapus obscurus

## Meleagrididae
- Meleagris gallopavo

## Odontophoridae
- Callipepla squamata
- Callipepla californica
- Callipepla gambelii
- Colinus virginianus
- Colinus virginianus ridgwayi
- Cyrtonyx montezumae

## Gaviidae
- Gavia stellata
- Gavia pacifica
- Gavia immer
- Gavia adamsii

## Podicipedidae
- Tachybaptus dominicus
- Podilymbus podiceps
- Podiceps auritus
- Podiceps grisegena
- Podiceps nigricollis
- Aechmophorus occidentalis
- Aechmophorus clarkii

## Diomedeidae
- Phoebastria immutabilis

## Procellariidae
- Puffinus griseus

## Hydrobatidae
- Oceanodroma leucorhoa
- Oceanodroma melania
- Oceanodroma microsoma

## Phaethontidae
- Phaethon lepturus
- Phaethon rubricauda

## Sulidae
- Sula nebouxii
- Sula leucogaster

## Pelecanidae
- Pelecanus erythrorhynchos
- Pelecanus occidentalis

## Phalacrocoracidae
- Phalacrocorax brasilianus
- Phalacrocorax auritus

## Anhingidae
- Anhinga anhinga

## Fregatidae
- Fregata magnificens

## Ardeidae
- Botaurus lentiginosus
- Ixobrychus exilis
- Ardea herodias
- Ardea alba
- Egretta thula
- Egretta caerulea
- Egretta tricolor
- Egretta rufescens
- Bubulcus ibis
- Butorides virescens
- Nycticorax nycticorax
- Nycticorax violaceus

## Threskiornithidae
- Eudocimus albus
- Plegadis falcinellus
- Plegadis chihi
- Platalea ajaja

## Ciconiidae
- Mycteria americana

## Cathartidae
- Coragyps atratus
- Cathartes aura
- Gymnogyps californianus

## Accipitridae
- Elanoides forficatus
- Elanus leucurus
- Ictinia mississippiensis
- Haliaeetus leucocephalus
- Circus cyaneus
- Accipiter striatus
- Accipiter cooperii
- Accipiter gentilis
- Buteogallus anthracinus
- Parabuteo unicinctus
- Buteo nitidus
- Buteo lineatus
- Buteo platypterus
- Buteo brachyurus
- Buteo swainsoni
- Buteo albicaudatus
- Buteo albonotatus
- Buteo jamaicensis
- Buteo jamaicensis harlani
- Buteo regalis
- Buteo lagopus
- Aquila chrysaetos

## Pandionidae
- Pandion haliaetus

## Falconidae
- Caracara cheriway
- Falco sparverius
- Falco columbarius
- Falco femoralis
- Falco peregrinus
- Falco mexicanus

## Rallidae
- Laterallus jamaicensis
- Rallus longirostris
- Rallus limicola
- Porzana carolina
- Porphyrio martinica
- Gallinula chloropus
- Fulica americana

## Gruidae
- Grus canadensis

## Charadriidae
- Pluvialis squatarola
- Pluvialis dominica
- Pluvialis fulva
- Charadrius alexandrinus
- Charadrius semipalmatus
- Charadrius vociferus
- Charadrius montanus

## Recurvirostridae
- Himantopus mexicanus
- Recurvirostra americana

## Jacanidae
- Jacana spinosa

## Scolopacidae
- Tringa flavipes
- Tringa melanoleuca
- Tringa solitaria
- Catoptrophorus semipalmatus
- Heteroscelus incanus
- Actitis macularia
- Bartramia longicauda
- Numenius phaeopus
- Numenius americanus
- Limosa haemastica
- Limosa fedoa
- Arenaria interpres
- Calidris canutus
- Calidris alba
- Calidris pusilla
- Calidris mauri
- Calidris minutilla
- Calidris fuscicollis
- Calidris bairdii
- Calidris melanotos
- Calidris acuminata
- Calidris alpina
- Calidris himantopus
- Philomachus pugnax
- Limnodromus griseus
- Limnodromus scolopaceus
- Gallinago delicata
- Phalaropus tricolor
- Phalaropus lobatus
- Phalaropus fulicaria

## Laridae
- Larus atricilla
- Larus pipixcan
- Larus philadelphia
- Larus heermanni
- Larus canus
- Larus delawarensis
- Larus californicus
- Larus smithsonianus
- Larus thayeri
- Larus livens
- Larus occidentalis
- Larus marinus
- Larus hyperboreus
- Xema sabini
- Rissa tridactyla

## Sternidae
- Gelochelidon nilotica
- Hydroprogne caspia
- Sterna elegans
- Sterna hirundo
- Sterna paradisaea
- Sterna forsteri
- Sternula antillarum
- Chlidonias niger

## Stercorariidae
- Stercorarius pomarinus
- Stercorarius parasiticus
- Stercorarius longicaudus

## Rynchopidae
- Rynchops niger

## Columbidae
- Columba livia
- Patagioenas fasciata
- Streptopelia decaocto
- Zenaida asiatica
- Zenaida macroura
- Columbina inca
- Columbina passerina
- Columbina talpacoti

## Psittacidae
- Rhynchopsitta pachyrhyncha
- Coccyzus erythropthalmus
- Coccyzus americanus
- Geococcyx californianus
- Crotophaga sulcirostris

## Tytonidae
- Tyto alba

## Strigidae
- Otus flammeolus
- Otus kennicottii
- Otus trichopsis
- Bubo virginianus
- Glaucidium californicum
- Glaucidium gnoma
- Glaucidium brasilianum
- Micrathene whitneyi
- Athene cunicularia
- Strix occidentalis
- Asio otus
- Asio flammeus
- Aegolius acadicus

## Caprimulgidae
- Chordeiles acutipennis
- Chordeiles minor
- Phalaenoptilus nuttallii
- Caprimulgus ridgwayi
- Caprimulgus vociferus
- Caprimulgus vociferus arizonae
- Caprimulgus vociferus vociferus

## Apodidae
- Cypseloides niger
- Chaetura pelagica
- Chaetura vauxi
- Aeronautes saxatalis

## Trochilidae
- Cynanthus latirostris
- Hylocharis leucotis
- Amazilia (Saucerottia) beryllina
- Amazilia rutila
- Amazilia (Agyrtria) violiceps
- Lampornis clemenciae
- Eugenes fulgens
- Heliomaster constantii
- Calothorax lucifer
- Archilochus alexandri
- Calypte anna
- Calypte costae
- Stellula calliope
- Atthis heloisa
- Selasphorus platycercus
- Selasphorus rufus
- Selasphorus sasin

## Trogonidae
- Trogon elegans
- Euptilotis neoxenus

## Alcedinidae
- Ceryle alcyon
- Chloroceryle americana

## Picidae
- Melanerpes lewis
- Melanerpes erythrocephalus
- Melanerpes formicivorus
- Melanerpes uropygialis
- Sphyrapicus thyroideus
- Sphyrapicus varius
- Sphyrapicus nuchalis
- Sphyrapicus ruber
- Picoides scalaris
- Picoides pubescens
- Picoides villosus
- Picoides arizonae
- Picoides dorsalis
- Colaptes auratus
- Colaptes chrysoides

## Tyrannidae
- Camptostoma imberbe
- Contopus cooperi
- Contopus pertinax
- Contopus sordidulus
- Contopus virens
- Empidonax flaviventris
- Empidonax virescens
- Empidonax traillii
- Empidonax minimus
- Empidonax hammondii
- Empidonax wrightii
- Empidonax oberholseri
- Empidonax difficilis
- Empidonax occidentalis
- Empidonax fulvifrons
- Sayornis nigricans
- Sayornis phoebe
- Sayornis saya
- Pyrocephalus rubinus
- Myiarchus tuberculifer
- Myiarchus cinerascens
- Myiarchus nuttingi
- Myiarchus crinitus
- Myiarchus tyrannulus
- Pitangus sulphuratus
- Myiodynastes luteiventris
- Tyrannus melancholicus
- Tyrannus vociferans
- Tyrannus crassirostris
- Tyrannus verticalis
- Tyrannus tyrannus
- Tyrannus forficatus
- Pachyramphus aglaiae

## Laniidae
- Lanius ludovicianus
- Lanius excubitor

## Vireonidae
- Vireo griseus
- Vireo bellii
- Vireo vicinior
- Vireo flavifrons
- Vireo plumbeus
- Vireo cassinii
- Vireo solitarius
- Vireo huttoni
- Vireo gilvus
- Vireo philadelphicus
- Vireo olivaceus
- Vireo flavoviridis

## Corvidae
- Perisoreus canadensis
- Cyanocitta stelleri
- Cyanocitta cristata
- Aphelocoma californica
- Aphelocoma ultramarina
- Gymnorhinus cyanocephalus
- Nucifraga columbiana
- Pica hudsonia
- Corvus brachyrhynchos
- Corvus cryptoleucos
- Corvus corax

## Alaudidae
- Eremophila alpestris

## Hirundinidae
- Progne subis
- Tachycineta bicolor
- Tachycineta thalassina
- Stelgidopteryx serripennis
- Riparia riparia
- Petrochelidon pyrrhonota
- Petrochelidon fulva
- Hirundo rustica

## Paridae
- Poecile atricapillus
- Poecile gambeli
- Poecile sclateri
- Baeolophus wollweberi
- Baeolophus ridgwayi

## Remizidae
- Auriparus flaviceps

## Aegithalidae
- Psaltriparus minimus

## Sittidae
- Sitta canadensis
- Sitta carolinensis
- Sitta pygmaea

## Certhiidae
- Certhia americana

## Troglodytidae
- Campylorhynchus brunneicapillus
- Salpinctes obsoletus
- Catherpes mexicanus
- Thryothorus ludovicianus
- Thryomanes bewickii
- Troglodytes aedon
- Troglodytes troglodytes
- Cistothorus palustris

## Cinclidae
- Cinclus mexicanus

## Regulidae
- Regulus satrapa
- Regulus calendula

## Polioptilidae
- Polioptila caerulea
- Polioptila melanura
- Polioptila nigriceps

## Muscicapidae
- Oenanthe oenanthe

## Turdidae
- Sialia sialis
- Sialia mexicana
- Sialia currucoides
- Myadestes townsendi
- Catharus fuscescens
- Catharus minimus
- Catharus ustulatus
- Catharus guttatus
- Hylocichla mustelina
- Turdus rufopalliatus
- Turdus migratorius
- Zoothera naevia
- Zoothera pinicola

## Mimidae
- Dumetella carolinensis
- Mimus polyglottos
- Oreoscoptes montanus
- Toxostoma rufum
- Toxostoma bendirei
- Toxostoma curvirostre
- Toxostoma crissale
- Toxostoma lecontei
- Melanotis caerulescens

## Sturnidae
- Sturnus vulgaris

## Motacillidae
- Motacilla alba
- Anthus cervinus
- Anthus rubescens
- Anthus spragueii

## Bombycillidae
- Bombycilla garrulus
- Bombycilla cedrorum

## Ptilogonatidae
- Phainopepla nitens

## Peucedramidae
- Peucedramus taeniatus

## Parulidae
- Vermivora pinus
- Vermivora chrysoptera
- Vermivora peregrina
- Vermivora celata
- Vermivora ruficapilla
- Vermivora virginiae
- Vermivora luciae
- Parula superciliosa
- Parula americana
- Parula pitiayumi
- Dendroica petechia
- Dendroica pensylvanica
- Dendroica magnolia
- Dendroica tigrina
- Dendroica caerulescens
- Dendroica coronata
- Dendroica coronata auduboni
- Dendroica coronata coronata
- Dendroica nigrescens
- Dendroica virens
- Dendroica townsendi
- Dendroica occidentalis
- Dendroica fusca
- Dendroica dominica
- Dendroica graciae
- Dendroica pinus
- Dendroica discolor
- Dendroica palmarum
- Dendroica castanea
- Dendroica striata
- Dendroica cerulea
- Mniotilta varia
- Setophaga ruticilla
- Prothonotaria citrea
- Helmitheros vermivorus
- Limnothlypis swainsonii
- Seiurus aurocapillus
- Seiurus noveboracensis
- Seiurus motacilla
- Oporornis formosus
- Oporornis agilis
- Oporornis philadelphia
- Oporornis tolmiei
- Geothlypis trichas
- Wilsonia citrina
- Wilsonia pusilla
- Wilsonia canadensis
- Cardellina rufifrons
- Myioborus pictus
- Myioborus miniatus
- Euthlypis lachrymosa
- Basileuterus rufifrons
- Icteria virens

## Thraupidae
- Piranga hepatica
- Piranga rubra
- Piranga olivacea
- Piranga ludoviciana
- Piranga bidentata

## Emberizidae
- Pipilo chlorurus
- Pipilo maculatus
- Pipilo erythrophthalmus
- Pipilo fuscus
- Pipilo aberti
- Aimophila ruficeps
- Aimophila cassinii
- Aimophila botterii
- Aimophila ruficeps
- Aimophila quinquestriata
- Spizella arborea
- Spizella passerina
- Spizella pallida
- Spizella breweri
- Spizella pusilla
- Spizella atrogularis
- Pooecetes gramineus
- Chondestes grammacus
- Amphispiza bilineata
- Amphispiza belli
- Calamospiza melanocorys
- Passerculus sandwichensis
- Passerculus sandwichensis rostratus
- Ammodramus savannarum
- Ammodramus bairdii
- Ammodramus leconteii
- Ammodramus nelsonii
- Passerella iliaca
- Melospiza melodia
- Melospiza lincolnii
- Melospiza georgiana
- Zonotrichia albicollis
- Zonotrichia querula
- Zonotrichia leucophrys
- Zonotrichia leucophrys gambelii
- Zonotrichia leucophrys oriantha
- Zonotrichia atricapilla
- Junco hyemalis
- Junco hyemalis aikeni
- Junco hyemalis hyemalis
- Junco hyemalis oreganus
- Junco hyemalis caniceps
- Junco hyemalis dorsalis
- Junco phaeonotus
- Calcarius mccownii
- Calcarius lapponicus
- Calcarius pictus
- Calcarius ornatus
- Plectophenax nivalis

## Cardinalidae
- Cardinalis cardinalis
- Cardinalis sinuatus
- Pheucticus chrysopeplus
- Pheucticus ludovicianus
- Pheucticus melanocephalus
- Passerina (Guiraca) caerulea
- Passerina amoena
- Passerina cyanea
- Passerina versicolor
- Passerina ciris
- Spiza americana

## Icteridae
- Dolichonyx oryzivorus
- Agelaius phoeniceus
- Sturnella magna
- Sturnella (magna) lilianae
- Sturnella neglecta
- Xanthocephalus xanthocephalus
- Euphagus carolinus
- Euphagus cyanocephalus
- Quiscalus quiscula
- Quiscalus mexicanus
- Molothrus aeneus
- Molothrus ater
- Icterus wagleri
- Icterus spurius
- Icterus cucullatus
- Icterus pustulatus
- Icterus galbula
- Icterus bullockii
- Icterus parisorum

## Fringillidae
- Leucosticte tephrocotis
- Leucosticte atrata
- Pinicola enucleator
- Carpodacus purpureus
- Carpodacus cassinii
- Carpodacus mexicanus
- Loxia curvirostra
- Carduelis pinus
- Carduelis psaltria
- Carduelis lawrencei
- Carduelis tristis
- Coccothraustes vespertinus

## Passeridae
- Passer domesticus[1]

## Espècies observades però no confirmades
- Sterna maxima (observada a Willcox el 15 de febrer del 2006)[2]
- Arenaria melanocephala (observada a Willcox el 2 de juny del 2005)[3]
- Agapornis roseicollis (observada a Phoenix)[4]
- Archilochus colubris (observada a Tucson el desembre del 2004)[5]
- Mitrephanes phaeocercus (observada per 1a vegada a Arizona el 24 de febrer del 2005)[6]
- Progne tapera (observada per 1a vegada a Arizona el 3 de febrer del 2006)[7]

## Espècies confirmades però no acceptades per l'ABC
- Phalacrocorax penicillatus
- Oxyura dominica
- Lagopus leucurus
- Grus americana
- Burhinus bistriatus
- Haematopus bachmani
- Calidris temminckii
- Callipepla douglasii
- Leptotila verreauxii
- Chlorostilbon canivetii
- Melanerpes aurifrons
- Picoides nuttallii
- Picoides albolarvatus
- Tyrannus savana
- Vireo hypochryseus
- Cyanocorax dickeyi
- Cyanocorax morio
- Cistothorus platensis
- Myadestes unicolor
- Ptilogonys cinereus
- Piranga erythrocephala
- Basileuterus belli
- Fringilla montifringilla
- Saltator caerulescens
- Cyanocompsa cyanoides
- Icterus graduacauda